# Kenan Evren
Ahmet Kenan Evren (Manisa, 17 juli 1917 – Ankara, 9 mei 2015) was een officier van het Turkse leger die na een militaire staatsgreep in 1980 de zevende president van Turkije werd.
De jaren vóór de staatsgreep werden gekenmerkt door een felle strijd tussen politiek rechts en links. Er vonden straatgevechten plaats tussen linkse activisten die hoopten op een communistische revolutie en nationalistische rechtse activisten. De politieke leiders Süleyman Demirel en Bülent Ecevit waren niet in staat controle te krijgen op het geweld.
Op grond van een grondwetswijziging die de Turkse bevolking op 12 september 2010 goedkeurde, is het mogelijk om de coupleiders van het militair bewind van de jaren tachtig te vervolgen. Tegen Evren werd een onderzoek ingesteld en in 2014 werd de voormalige president veroordeeld tot een levenslange gevangenisstraf, ook werd hij tot soldaat gedegradeerd.
Evren overleed op 9 mei 2015 op 97-jarige leeftijd in een militair ziekenhuis. Op 12 mei werd hij na een uitvaart in de Ahmet Hamdi Akseki Moskee begraven op de staatsbegraafplaats in Ankara. De begrafenis werd bijgewoond door zijn naaste familieleden en militair personeel. Turkse politieke partijen stuurden geen vertegenwoordigers naar de begrafenis van de voormalige president. Een aantal mensen protesteerden tijdens de dienst op de binnenplaats van de moskee.
Mustafa Kemal Atatürk · İsmet İnönü · Celal Bayar · Cemal Gürsel · Cevdet Sunay · Fahri Korutürk · Kenan Evren · Turgut Özal · Süleyman Demirel · Ahmet Necdet Sezer · Abdullah Gül · Recep Tayyip Erdoğan